# مهدی اخوان بهابادی
مهدی اخوان بهابادی (زادهٔ ۱۰ فروردین ۱۳۵۷) مهندس برق و استاد دانشگاه ایرانی است که هم‌اکنون مدیرعاملی همراه اول را بر عهده دارد. او در دولت محمود احمدی‌نژاد، دبیر شورای عالی فضای مجازی و رئیس مرکز ملی فضای مجازی بود. او در سال ۱۳۹۰ در حکمی از سوی رهبر ایران به عنوان یکی از اعضای شورای عالی فضای مجازی منصوب شد. در ۶ خرداد ۱۳۹۱ او به حکم محمود احمدی‌نژاد رئیس‌جمهور ایران به عنوان «دبیر شورای عالی و رئیس مرکز فضای مجازی کشور» منصوب شد. مهدی اخوان بهابادی در سال ۱۳۹۳ با حکم محمد سرافراز به سمت قائم مقام رئیس سازمان صدا و سیما در امور فناوری و رسانه‌های نوین منصوب شد. اخوان از سال ۲۰۱۸ تا ۲۰۱۹ ریاست هیئت مدیره همراه اول را برعهده داشت.

## آکادمیک
او در سال ۱۳۷۵ رتبه اول کنکور سراسری و در سال ۱۳۷۸ رتبه اول کنکور کارشناسی ارشد را کسب کرده‌است. اخوان بهابادی تحصیلات خود تا مقطع دکترا را در رشته مهندسی برق - مخابرات دانشگاه تهران گذرانده‌است. وی در سال ۱۳۷۹ موفق به کسب عنوان رتبه اول المپیاد دانشجویی مهندسی برق کشور و دانشجوی نمونه سال کشور شد.

## مناصب
مهدی اخوان بهابادی در آذرماه ۱۳۸۸ به معاونت آموزش، پژوهش و امور بین‌الملل وزارت ارتباطات و فناوری اطلاعات منصوب شد. در دی ماه همان سال به سرپرستی مرکز تحقیقات مخابرات ایران که بزرگ‌ترین مرکز تحقیقاتی ایران است و سپس در اردیبهشت‌ ماه ۱۳۸۹ به قائم مقامی وزیر ارتباطات و فناوری اطلاعات در فناوری و امور بین‌الملل منصوب شد. او در سال ۱۳۹۰ در حکمی از سوی رهبر ایران به عنوان یکی از اعضای شورای عالی فضای مجازی منصوب شد. در ۶ خرداد ۱۳۹۱ او به حکم محمود احمدی‌نژاد رئیس‌جمهور ایران به عنوان «دبیر شورای عالی و رئیس مرکز فضای مجازی کشور» منصوب شد. مهدی اخوان بهابادی در سال ۱۳۹۳ با حکم محمد سرافراز به سمت قائم مقام رئیس سازمان صدا و سیما در امور فناوری و رسانه‌های نوین منصوب شد او در دی ۱۳۹۱ اعلام کرد پژوهشگاه تحقیقات ارتباطات و فناوری اطلاعات که پیشتر با نام مرکز تحقیقات مخابرات تابع وزارت ارتباطات فعالیت می‌کرد با نام «پژوهشگاه ملی فضای مجازی» در ذیل مرکز ملی فضای مجازی به عنوان یک واحد تابعه ادامه کار خواهد داد.